# Ambulanter Handel

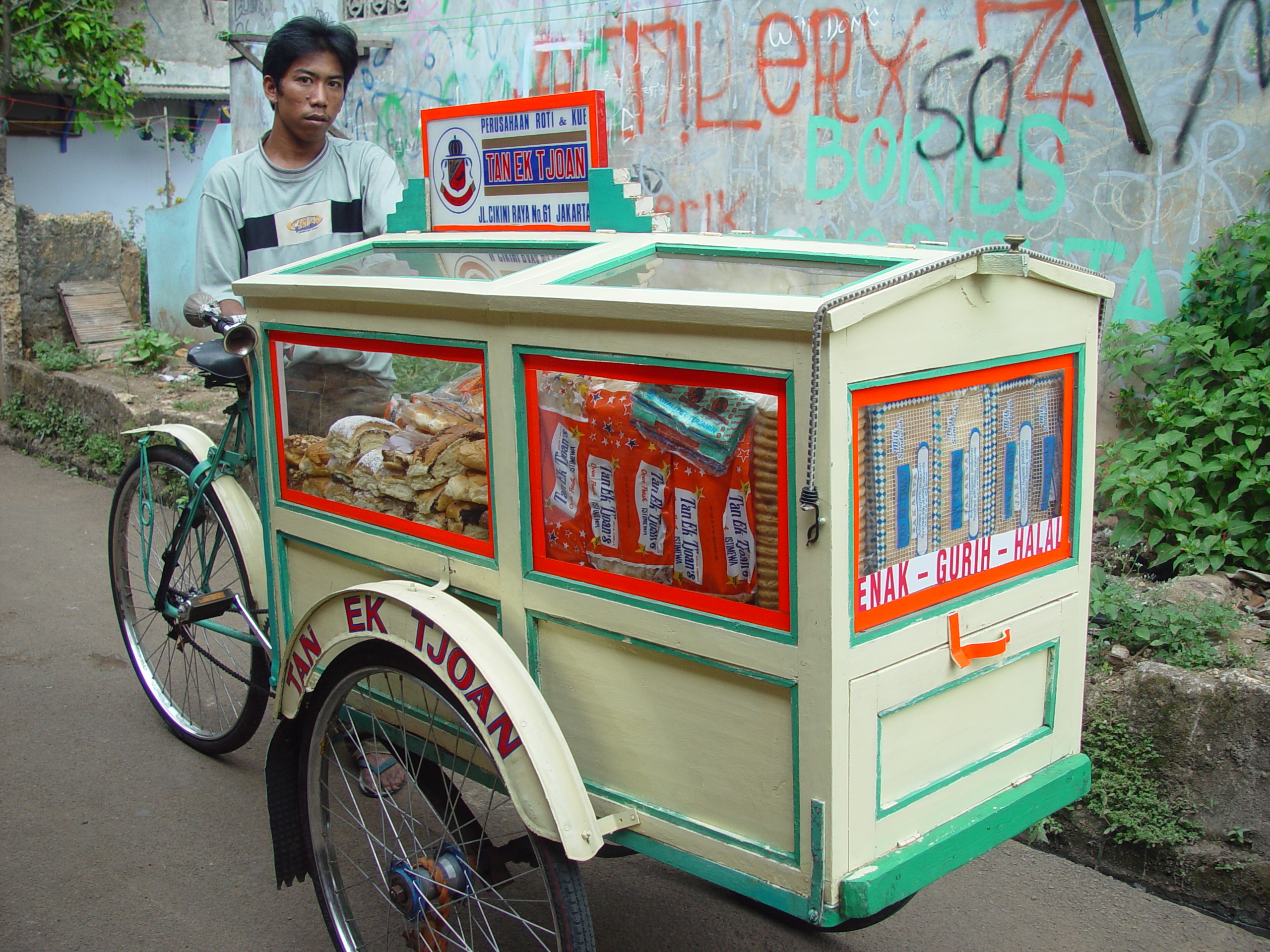
Ambulanter Händler in Indonesien

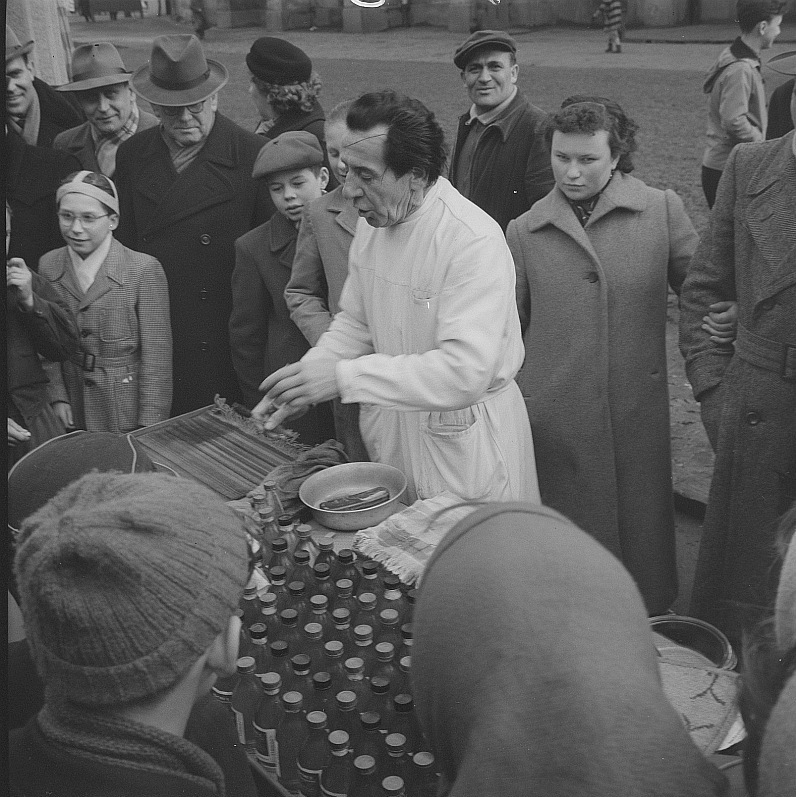
Ambulanter Händler um 1950 in Deutschland

Ambulanter Handel bezeichnet eine Handelsform, bei der der Verkäufer direkt zu oder in die Nähe seiner Kunden reist. Solche Verkäufer werden auch als fliegende Händler bezeichnet.
Zu unterscheiden sind:
- Markthandel: Der Verkäufer reist von Markt zu Markt, um seine Waren feilzubieten. Dies sind z. B. Wochenmärkte und Bauernmärkte.
- Hausieren: Der Verkäufer geht mit seinen Waren von Tür zu Tür, um die Ware direkt „an den Mann“ (oder die Frau) zu bringen. Diese Handelsmethode hat einen schlechten Ruf, weil dem Konsumenten nicht die Zeit geboten wird, sich den Kauf vorher zu überlegen, und ist seit dem 20. Jahrhundert durch ein System von Lizenzen und gesetzlichen Bestimmungen (u. a. Ausweispflicht; Abkühlungsfrist bei größeren Beträgen) stark beschränkt worden. Allerdings gibt es Unternehmen, die ihre Waren fast ausschließlich über diesen Weg verbreiten, z. B.  Vorwerk (Staubsauger), Avon Products (Kosmetika) oder Tupperware (Kunststoffbehältnisse).

Beide Handelsmethoden sind sehr alt. Vor dem Erscheinen der Massenmedien und schnellen Reisemethoden hatten Markthändler und Hausierer oft auch eine wichtige gesellschaftliche Funktion, indem sie ihren Kunden Neuigkeiten aus fernen Gegenden oder gar dem Ausland erzählen konnten.
Auffällig ist, dass im 19. Jahrhundert erfolgreiche Hausiererfamilien, wie die Gebrüder C. und A. Brenninkmeyer (C&A) aus Mettingen große Einzelhandelshäuser gründeten, und so zum stationären Handel übergingen. Bis in die heutige Zeit dem Hausier- und Markthandel treu geblieben sind hingegen einige Familien der Jenischen, Sinti und Roma.
Oft sind die ambulanten Händler Mitglied in den jeweiligen Landesverbänden für Marktkaufleute und Schausteller.
Diese Handelsform (Einzelhandel) wird im behördlichen Sinne auch als Reisegewerbe bezeichnet. Die erforderliche Erlaubnis hierfür, die Reisegewerbekarte, ist bei der Gemeindeverwaltung des Händlers zu beziehen und bei jedem Verkaufsvorgang mitzuführen.
Auf Flohmärkten hat sich in den letzten Jahren eine Unterart des Markthandels verbreitet: Hier werden Neuwaren zu Billigpreisen angeboten.
Eine weitere neuere Unterart sind Verkaufsfahrzeuge: Sie fahren insbesondere in ländlichen Gebieten von Ort zu Ort und halten dort meist zu einem bestimmten Termin, um ihre Waren anzubieten. Meist handelt es sich hierbei um spezielle Lebensmittel wie Brot oder Eier, es gibt jedoch auch Händler, die alle Waren des täglichen Bedarfs mitführen. Da in vielen Dörfern keine Geschäfte mehr existieren, wird diese Art des Handels vor allem von älteren, in ihrer Mobilität eingeschränkten Menschen angenommen, die keine Möglichkeit zur Fahrt in den nächsten größeren Ort und den Transport ihrer Einkäufe haben.
In fahrenden Zügen sind bisweilen Snack- und Erfrischungsartikel an der Minibar erhältlich.